# Admiral Spiridov-klassen
Admiral Spiridov-klassen omfattede to panserskibe til den russiske flåde. Skibene skulle oprindeligt have hørt til Admiral Lazarev-klassen, men den russiske marine ændrede planerne for de to sidste enheder i klassen. Skibene var designet som søgående tårnskibe til tjeneste i Østersøen, og de kan ses som større og mere alsidige enheder end de foregående russiske monitor-typer. De var opkaldt efter prominente russiske admiraler.

## Design
I sin bog om den russiske flåde omtaler Fred T. Jane, at klassens design havde udgangspunkt i det britiske HMS Wivern. Kanontårnene var designet af Cowper Coles, og de to tårne var fra starten hver bestykket med to glatløbede 23 cm kanoner. Lazarev-klassen havde tre kanontårne, men på Spiridov-klassen udnyttede man den sparede vægt til at give skibene kraftigere pansring. De oprindelige kanoner havde meget ringe effekt mod panser, og allerede i 1871 blev hvert tårn i stedet forsynet med en riflet 28 cm kanon. Året før var den oprindelige skonnertrigning blevet fjernet, da nyheden om HMS Captains forlis blev kendt. Skibene ses både omtalt som panserfregatter og som kystpanserskibe, men Silverstone klassificerer dem som søgående tårnskibe. Spiridov-klassen blev bygget hos Semiannikov og Poletika i St. Peterborg, på det værft der også blev omtalt som Neva-værftet.

## Skibene
| Navn              | Værft                                   | Kølen lagt | Søsat | Indgået | Skæbne                   |
| ----------------- | --------------------------------------- | ---------- | ----- | ------- | ------------------------ |
| Admiral Spiridov  | Semiannikov og Poletika, St. Petersborg | 1866       | 1868  | 1869    | Udgået 1907 og ophugget. |
| Admiral Chichagov | Semiannikov og Poletika, St. Petersborg | 1866       | 1868  | 1869    | Udgået 1907 og ophugget  |

### Admiral Spiridov
Opkaldt efter Grigory Spiridov (1713-1790), der var en russisk admiral og gjorde sig fordelagtigt bemærket i flere søslag. Kilderne er noget uenige om skibets byggeperiode: Køllægningen ses angivet som både 1866 og 1867, mens færdiggørelsen både kan findes som 1869 og 1870. Skibet var oprindeligt færdigt i 1869, men i følge de russiske kilder gik man straks i gang med at bygge om på det, så det i realiteten først var i tjeneste fra 1871. I 1892 blev Admiral Spiridov i flådelisten omklassificeret til kystpanserskib, og senere til skoleskib.

### Admiral Chichagov
Opkaldt efter Vasily Chichagov (1726-1809), der var russisk admiral og sejrede i søslag mod Sverige. Kilderne er også her uenige om byggeperioden. Blev ligesom Spiridov senere omklassificeret til kystpanserskib og derefter skoleskib.